# Antepione arizonata
Antepione arizonata är en fjärilsart som beskrevs av Taylor 1906. Antepione arizonata ingår i släktet Antepione och familjen mätare. Inga underarter finns listade i Catalogue of Life.